# Politieke crisis in Sri Lanka van 2022
De politieke crisis in Sri Lanka van 2022 vond plaats van april tot november 2022 en kende zijn hoogtepunt in juli.

## Verloop
De crisis was een gevolg van de machtsstrijd tussen president Gotabaya Rajapaksa en de bevolking. Maandenlang vonden er antiregeringsdemonstraties vanwege de economische crisis plaats. De sentimenten tegen de regering waren er niet in geheel Sri Lanka en leidden tot een politieke instabiliteit die het land niet eerder had gekend.
De politieke crisis begon op 3 april 2022, nadat alle 26 leden van het tweede kabinet-Rajapaksa, van de ene op de andere dag aftraden, met uitzondering van premier Mahinda Rajapaksa. Een aantal keerde de volgende dag naar hun ministeries terug.
Demonstranten eisten het opstappen van president Gotabaya Rajapaksa en bestormden op 9 juli het parlement toen hij niet vertrok. Uiteindelijk vluchtte Gotabaya Rajapaksa naar Singapore en nam op 14 juli ontslag.
Op 15 juli werd Ranil Wickremesinghe beëdigd tot waarnemend president. Om de rest van de ambtstermijn van Gotabaya Rajapaksa af te ronden, koos het parlement op 20 juli in een geheime stemming een nieuwe president. Wickremesinghe versloeg hierin met 134 stemmen zijn belangrijkste rivaal Dullus Alahapperuma die 82 stemmen achter zich kreeg. Hij werd daarmee de negende president van Sri Lanka.
Met de komst van een nieuwe regering was er in Sri Lanka nog geen snel herstel.

## Bestormingen van parlementen in andere landen
Tussen 2021 en 2023 vonden meerdere bestormingen van parlementen plaats, waaronder in Washington (2021) en in Brasilia (2023). Analist Marten Schalkwijk vergeleek de situatie in Sri Lanka echter met de economische crisis in Suriname en de bestorming van De Nationale Assemblée in Paramaribo van 2023. Vergelijkbaar waren er in Sri Lanka problemen als inflatie, krimpende deviezen en hoge schulden en klopte de regering aan bij het IMF.